# إميل فيشر (مغني)
إميل فيشر (بالألمانية: Emil Fischer)‏ هو مغني ومغني أوبرا ألماني، ولد في 13 يونيو 1838 في براونشفايغ في ألمانيا، وتوفي في 11 أغسطس 1914 في هامبورغ في ألمانيا.